# Хорасанские тюрки
Хораса́нские тю́рки (хор.-тюрк. خوراسان تؤرکلری‎) — тюрки, проживающие в Иране в провинциях Северный Хорасан, Хорасан-Резави и Голестан и разговаривающий в основном на хорасанско-тюркском языке, один из диалектов азербайджанского языка как родном и персидском — как втором.

## Расселение
Традиционным местом проживания хорасанских тюрков является северо-восток Ирана, историко-географический регион Хорасан, который ныне занимают иранские останы (провинции) Хорасан-Резави, Северный Хорасан и Южный Хорасан. Хорасанские тюрки в основном проживают в останах Северный Хорасан, Хорасан-Резави и Голестан.

## Сведения

### Язык
Иранский историк XIX века Сепехр писал, что как и в других регионах Ирана в Хорасане говорят на тюркском и персидском языках. 
В 1926 году Иванов считал, что хорасанско-тюркский язык следует рассматривать как идиом, отличный от азербайджанского и туркменского языков, позже была определена его независимость.

## Племенное деление
Хорасанские тюрки разделены на несколько племён, наиболее крупные и известные среди которых баят, карачорду (в основном проживают в шахрестане Эсфарайен), имарли, куянли, пехливанли, боранли, кылычанли (эти племена проживают в шахрестане Боджнурд), тимурташ и нардин (живут в основном в Горгане), гоудари (живут в кишлаке Сини), афшар (живут во всём остане Хорасан-Резави) и караи (в основном живут в шахрестане Торбат-э Хейдарие).

## Известные представители
- Хаджи Бекташ (оспаривается)
- Хадж Курбан Сулеймани